# Sven Nys

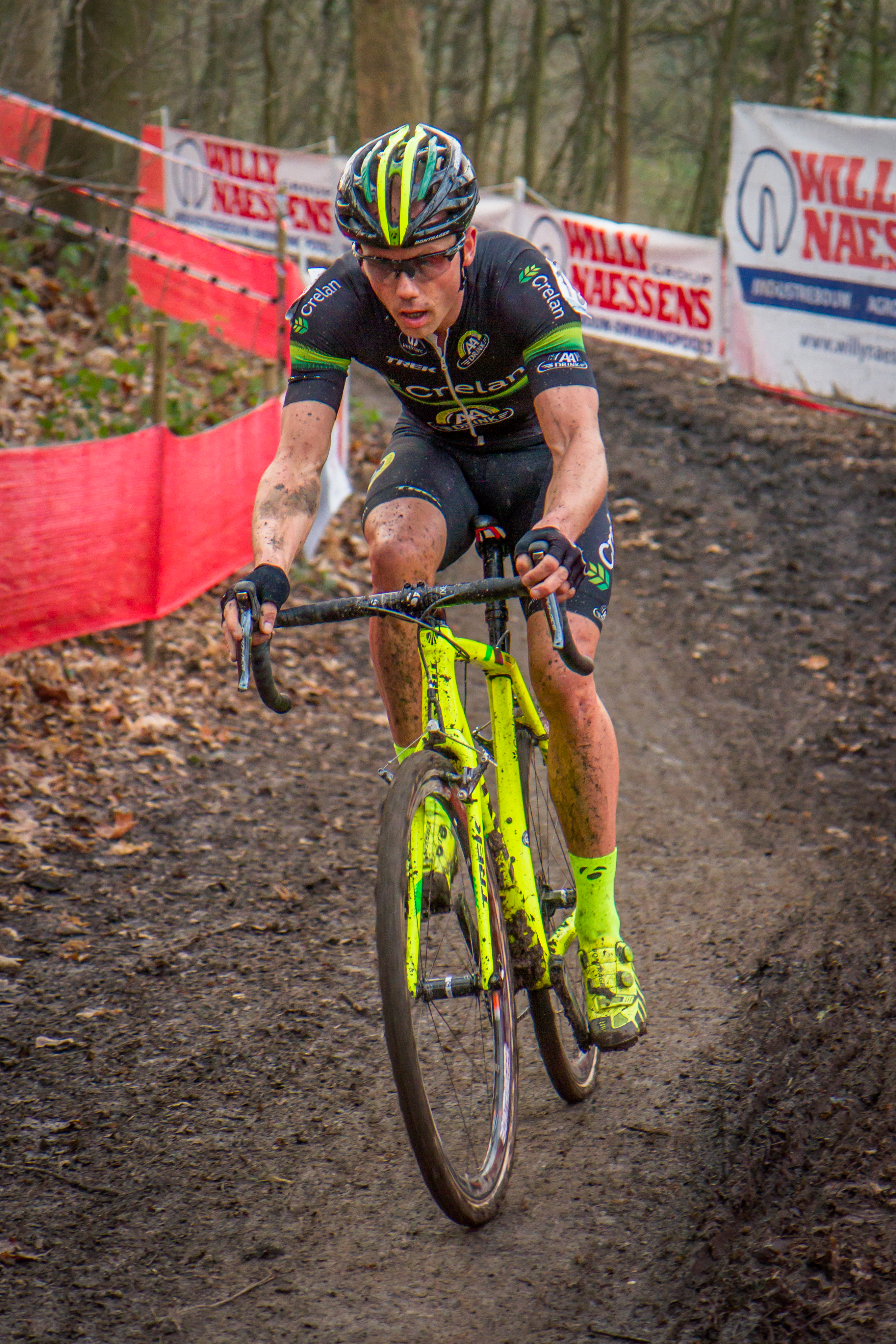
Sven Nys 2015 beim Citadelcross in Namur

Sven Nys (* 17. Juni 1976 in Bonheiden) ist ein ehemaliger belgischer Radrennfahrer. Er gehört zu den populärsten Sportlern Belgiens, seine größten Erfolge erreichte er im Cyclocross. Im Laufe einer über 20 Jahre währenden Karriere gewann er Hunderte professioneller Rennen. Bei Konkurrenten und Publikum gilt er als einer der besten Cyclocrossfahrer aller Zeiten. Seit seinem Karriereende 2016 ist er dem Sport weiter verbunden geblieben, unter anderem als Leiter der Mannschaft Baloise-Trek Lions und als Kommentator.

## Sportlicher Werdegang
Nys betrieb als Jugendlicher zunächst BMX-Rennsport. Erst 1991, im Alter von 15 Jahren, begann er mit Cyclocross. 1995 wurde er belgischer Junioren-Meister, 1997 und 1998 entschied er die U23-Weltmeisterschaften für sich. In der Folge erhielt er einen Profivertrag beim niederländischen Team Rabobank.
Gleich in seiner ersten Saison in der Elite gewann Nys in Tábor ein Weltcup-Rennen sowie sechs von elf Rennen und die Gesamtwertung der Superprestige-Serie, neben Weltcup und Trofee eine der wichtigsten Serien dieses Sports. Im Jahr darauf gewann er die Gesamtwertungen von Weltcup und Superprestige sowie den belgischen Meistertitel, so dass er als Favorit für die Cyclocross-Weltmeisterschaften 2000 galt. Diese fanden allerdings im niederländischen Sint-Michielsgestel statt, dem Wohnort seines Teamkameraden und Rivalen Richard Groenendaal. Auf Weisung seines Teammanagers Jan Raas fuhr Nys zugunsten Groenendaals und hielt seinen Landsmann Mario De Clercq in Schach, was in Belgien einen Sturm an Kritik auslöste. Beim Finale des Weltcups 2003/2004 in Pijnacker kam es erneut zum Zerwürfnis zwischen Nys und anderen belgischen Fahrern zugunsten Groenendaals, jedoch mit anderen Vorzeichen; diesmal wurde Nys auf der Zielgeraden gleich von mehreren Landsleuten überspurtet und verlor so in letzter Minute die Gesamtwertung. Nys bezeichnete diesen Moment später als großen Wendepunkt seiner Karriere, der ihn noch entschlossener gemacht habe, alles zu gewinnen.
In der Tat zeigte sich Nys in der Folge noch stärker; in der Saison 2004/2005 erreichte einen „Grand Slam“ mit allen erreichbaren Titeln: Zum ersten Mal wurde er Weltmeister, dazu belgischer Meister, Sieger von Superprestige und Trofee sowie Erster der Weltrangliste; im Weltcup, wo es in jenem Jahr keine Gesamtwertung gab, gewann er sieben von elf Rennen. Bis 2009 blieb er ununterbrochen die Nummer 1 der Weltrangliste, gewann hochüberlegen alle Endklassements von Weltcup, Superprestige und Trofee und war bis auf 2007 jeweils belgischer Meister. Sein Siegeshunger brachte ihm den Spitznamen Kannibaal ein, eine doppelte Anspielung auf Eddy Merckx sowie seinen Wohnort Baal. Einzig in den Weltmeisterschaften blieb ihm der Erfolg wiederholt versagt: 2006 und 2007 kam er jeweils zu Sturz, 2008 blieb ihm hinter Lars Boom und Zdeněk Štybar der dritte Platz.
Mit Štybar, den Nys später als seinen größten Rivalen bezeichnete, und dem jüngeren Niels Albert war Nys wieder ernsthafte Konkurrenz erwachsen; von der Presse wurden sie die „Großen Drei“ genannt, zusammen mit Kevin Pauwels auch die „Großen Vier“. Štybar und Albert waren es jedenfalls, die von 2009 bis 2012 die nächsten vier Weltmeistertitel holten. Nys war von seinen wiederholten Misserfolgen bei den Weltmeisterschaften so frustriert, dass er nach der WM 2012 gar sagte, er werde dort nie wieder fahren. Er ließ sich jedoch umstimmen, trat 2013 in Louisville nochmals an und holte tatsächlich seinen zweiten Weltmeistertitel.
Die letzten beiden Jahre von Nys’ Karriere standen bereits im Zeichen einer neuen Generation: 2014 musste er im Veldrit Gieten erstmals Mathieu van der Poel den Sieg lassen, kurz darauf im Koppenbergcross auch Wout van Aert, den beiden Fahrern, die in den Jahren darauf das Renngeschehen beherrschen sollten. Im Duinencross 2015 konnte Nys die beiden noch ein letztes Mal auf die Plätze zwei und drei verweisen; dies war sein 50. Weltcup-Sieg, 17 Jahre nach seinem ersten. Er beendete seine Karriere nach Internationale Sluitingsprijs 2016 mit einer Gala im Sportpaleis Antwerpen.
Im Laufe seiner Karriere gewann Nys zweimal die Weltmeisterschaften (2005 und 2013); er ist mit 50 Einzelsiegen Rekordhalter im Weltcup. Seine drei Siege in der Gesamtwertung des Weltcups (2001, 2002 und 2009) geben seine Leistung nur ungenügend wieder, da während seiner erfolgreichsten Zeit (2004/2005 bis 2007/2008) keine Gesamtwertung ausgefahren wurde; maßgeblich war in dieser Zeit nur die Weltrangliste, die Nys freilich anführte. Mit 13 Gesamtsiegen im Superprestige und 9 bei der Trofee ist er dort jeweils mit Abstand Rekordsieger; im Laufe der Zeit kam er auf über 160 Siege in den drei Wertungen. Außerdem ist er Rekordsieger zahlreicher Rennen in Belgien und den Niederlanden.
Im Gegensatz zu anderen erfolgreichen Cyclocrossfahrern seiner Zeit blieb Nys stets ein Spezialist dieser Disziplin und engagierte sich nie nennenswert im Straßenradsport. Er gewann dort zwei kleinere Rennen und startete 2001 und 2002 bei Paris–Roubaix, wo er auf die Plätze 41 bzw. 36 kam. Ernsthafter betrieb er im Sommer Cross-Country-Mountainbikerennen, wo er fünfmal belgischer Meister wurde und sein Land 2008 wie 2012 bei den Olympischen Spielen vertrat. 2008 erreichte er den 9. Platz, 2012 gab er das Rennen auf. Über seine eigentliche Karriere hinaus engagierte er sich ab 2009 in der Athletenkommission des Radsport-Weltverbands UCI.

## Verschiedenes
Sven Nys ist der Vater von Thibau Nys, der ebenfalls Radrennfahrer ist. Von seiner Frau Isabelle ist er seit 2014 geschieden. Neben seiner Tätigkeit als Leiter des Cyclocrossteams Baloise-Trek Lions leitet Nys an seinem Heimatort Baal ein Trainingszentrum für verschiedene Radsport-Disziplinen. Dort findet jedes Jahr zu Neujahr das ursprünglich von seinem Fanclub gegründete Cyclocrossrennen GP Sven Nys statt.
Neben zahlreichen Auszeichnungen innerhalb der Radsportwelt wurde Nys 2006 zur belgischen Sportpersönlichkeit des Jahres gewählt. 2008 erhielt er die Auszeichnung zum belgischen Sportler des Jahres.

## Erfolge

### Cyclocross

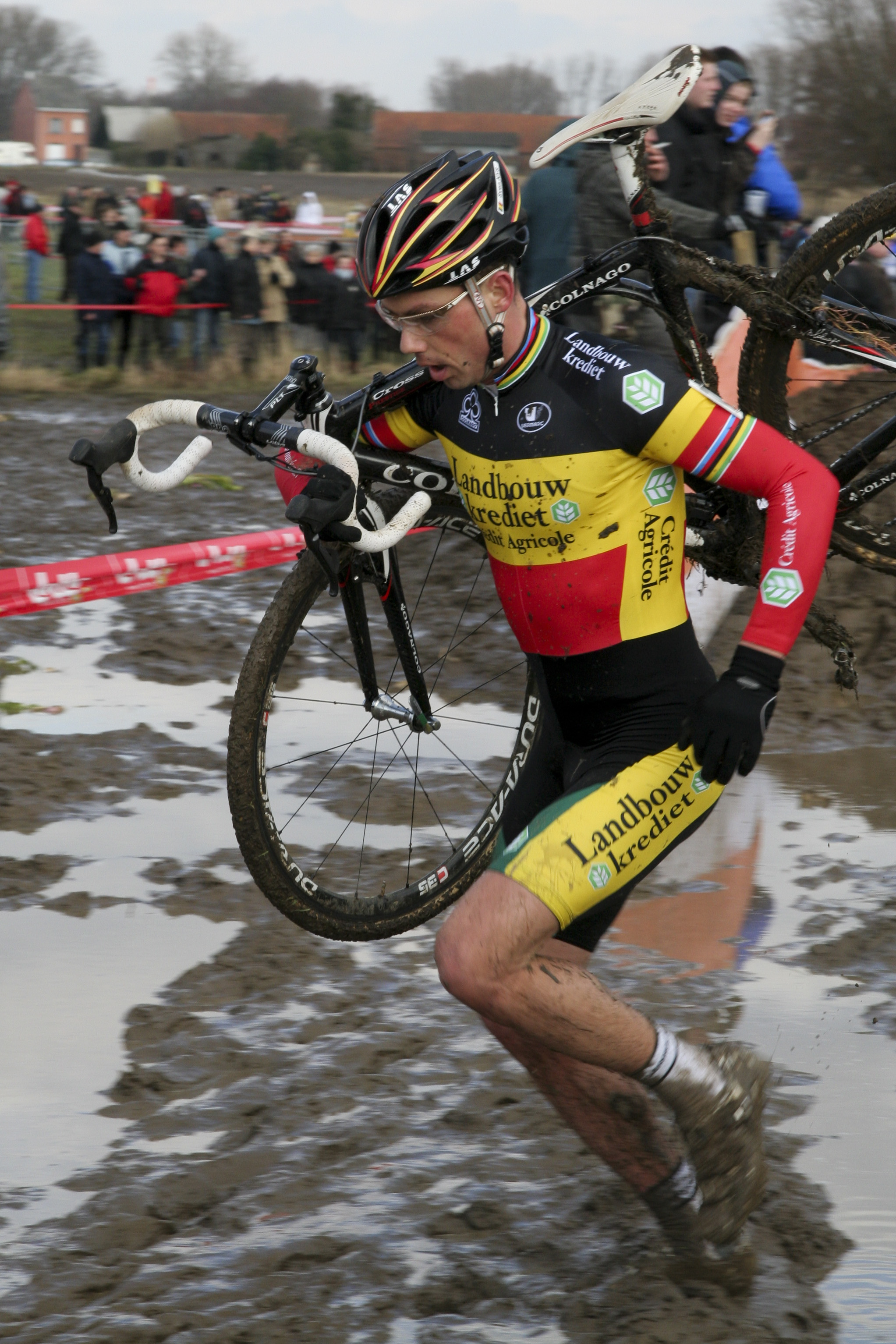
Sven Nys im Trikot des belgischen Meisters, das er neunmal gewann

| 1994/1995 Belgischer Meister (Junioren) 1996/1997 Weltmeister (U23) 1997/1998 Weltmeister (U23) 1998/1999 Weltcup – Tábor Superprestige – Gesamtwertung / Ruddervoorde, Sint-Michielsgestel, Gieten, Silvelle, Diegem, Wetzikon GvA Trofee – Essen, Oostmalle 1999/2000 Weltmeisterschaften Belgischer Meister Weltcup – Gesamtwertung / Safenwil, Leudelange Superprestige – Gesamtwertung / Ruddervoorde, Gieten, Silvelle, Hoogstraten, Surhuisterveen, Wetzikon GvA Trofee – Rijkevorsel, Lille 2000/2001 Weltcup – Zolder, Zeddam Superprestige – Diegem GvA Trofee – Kalmthout, Lille 2001/2002 Weltmeisterschaften Weltcup – Gesamtwertung / Monopoli, Igorre, Wetzikon Superprestige – Gesamtwertung / Gavere, Gieten 2002/2003 Belgischer Meister Weltcup – Liévin, Hoogerheide Superprestige – Gesamtwertung / Ruddervoorde, Sint-Michielsgestel, Gieten, Hoogstraten, Harnes GvA Trofee – Gesamtwertung / Essen, Loenhout, Baal 2003/2004 Weltcup – Turin, St. Wendel, Wetzikon Superprestige – Sint-Michielsgestel, Vorselaar GvA Trofee – Baal 2004/2005 Weltmeister Belgischer Meister Weltcup – Pijnacker, Wetzikon, Mailand, Hofstade, Nommay, Hoogerheide, Lanarvily Superprestige – Gesamtwertung / Ruddervoorde, Gavere, Gieten, Vorselaar GvA Trofee – Gesamtwertung / Oudenaarde, Loenhout, Baal, Lille, Oostmalle 2005/2006 Belgischer Meister Weltcup – Kalmthout, Tábor, Pijnacker, Wetzikon, Mailand, Hofstade, Hooglede-Gits, Liévin Superprestige – Gesamtwertung / Hamme-Zogge, Gavere, Hoogstraten, Vorselaar GvA Trofee – Gesamtwertung / Oudenaarde, Niel, Loenhout, Lille | 2006/2007 Weltcup – Aigle, Kalmthout, Pijnacker, Koksijde, Igorre, Nommay, Hoogerheide Superprestige – Gesamtwertung / Ruddervoorde, Sint-Michielsgestel, Gavere, Gieten, Hamme-Zogge, Diegem, Hoogstraten, Vorselaar GvA Trofee – Gesamtwertung / Oudenaarde, Essen, Baal, Lille 2007/2008 Weltmeisterschaften Belgischer Meister Weltcup – Tábor, Koksijde, Igorre, Hofstade Superprestige – Gesamtwertung / Ruddervoorde, Hamme-Zogge, Gavere, Veghel-Eerde, Diegem GvA Trofee – Gesamtwertung / Oudenaarde, Hasselt, Essen, Baal 2008/2009 Weltmeisterschaften Belgischer Meister Weltcup – Gesamtwertung / Kalmthout, Igorre, Mailand Superprestige – Gesamtwertung / Ruddervoorde, Gavere, Hamme-Zogge, Hoogstraten, Vorselaar GvA Trofee – Gesamtwertung / Oudenaarde, Essen, Baal, Oostmalle 2009/2010 Weltmeisterschaften Belgischer Meister Weltcup – Kalmthout Superprestige – Ruddervoorde, Gieten, Zonhoven GvA Trofee – Gesamtwertung / Oudenaarde, Loenhout, Baal, Lille 2010/2011 Weltmeisterschaften Superprestige – Gesamtwertung / Hamme-Zogge, Gavere, Hoogstraten GvA Trofee – Gesamtwertung / Oudenaarde, Essen, Baal 2011/2012 Belgischer Meister Weltcup – Pilsen, Koksijde, Namur Superprestige – Gesamtwertung / Gieten GvA Trofee – Baal 2012/2013 Weltmeister Weltcup – Koksijde, Roubaix, Zolder Superprestige – Gesamtwertung / Ruddervoorde, Zonhoven, Hamme-Zogge, Gavere, Hoogstraten Bpost Bank Trofee – Oudenaarde, Hasselt 2013/2014 Weltmeisterschaften Belgischer Meister Superprestige – Gesamtwertung / Zonhoven, Gavere, Diegem, Hoogstraten Bpost Bank Trofee – Gesamtwertung / Ronse, Hasselt, Loenhout, Baal, Lille 2014/2015 Bpost Bank Trofee – Ronse 2015/2016 Weltcup – Koksijde |

### Mountainbike

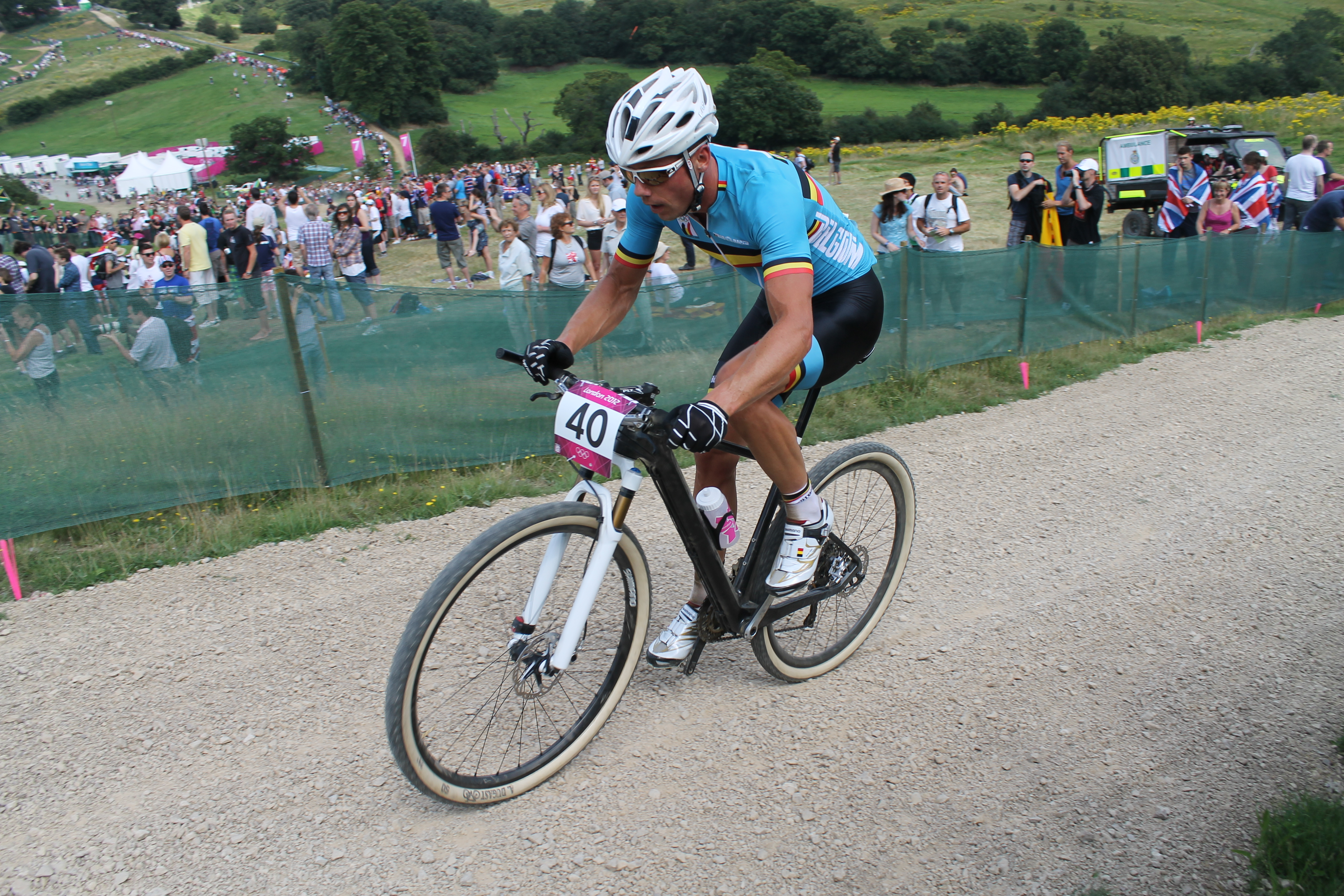
Sven Nys im olympischen Mountainbikerennen 2012

| 2005 Belgischer Meister – Cross-Country 2007 Belgischer Meister – Cross-Country 2009 Europameisterschaften – Cross-Country | 2013 Belgischer Meister – Cross-Country 2014 Belgischer Meister – Cross-Country 2015 Belgischer Meister – Cross-Country |

### Straße
1998
Grand Prix Criquielion
2007
Internationale Wielertrofee Jong Maar Moedig